# Exception de vérité en droit français de la diffamation
L’exception de vérité, en droit français, est la possibilité pour une personne poursuivie pour diffamation d'échapper à une condamnation si elle prouve la vérité de ses allégations. Cette exception est prévue par l’article 35 de la loi du 29 juillet 1881 sur la liberté de la presse.
L’exception de vérité est rarement admise à cause de la procédure stricte qu’elle implique, comme la présentation de la preuve dans les dix jours, et à cause de ses propres exceptions. Cette preuve n’est d’ailleurs acceptée par le juge que si elle « est complète, parfaite et corrélative aux diverses imputations formulées, dans leur matérialité et leur portée ».
Cette preuve n'est pas admise en matière de diffamation raciale,,.